# تشيس ستيفنز
تشيس ستيفنز (بالإنجليزية: Chase Stevens) هو مصارع محترف أمريكي، ولد في 17 يناير 1979 في واشنطن في الولايات المتحدة.

## وصلات خارجية
- تشيس ستيفنز على موقع WrestlingData.com (الإنجليزية)
- تشيس ستيفنز على موقع CageMatch worker (الإنجليزية)
- تشيس ستيفنز على موقع قاعدة بيانات المصارعة على الإنترنت (الإنجليزية)
- تشيس ستيفنز على موقع عالم المصارعة على الإنترنت (الإنجليزية)

- الموقع الرسمي